# Isluga (localidad)
El pueblo de Isluga (del aymara: isi y llullaña ‘ disfraz’) es un caserío despoblado, salvo por el fabriquero o custodio de la iglesia, que es su único habitante, situado dentro del parque nacional homónimo, en la Región de Tarapacá, Chile. Administrativamente pertenece a la Comuna de Colchane. Desde el 28 de enero de 1992, es un monumento histórico chileno.
Fue un centro ceremonial aimara y religioso, posee una iglesia que data del siglo XVII o XVIII, cuya fiesta patronal es el día 21 de diciembre (Santo Tomás Apóstol).
La zona está habitada por comunidades de origen aymara, las cuales se remontan a las primeras ocupaciones humanas de hace 6.000 años. Esta población asumió nuevos patrones sociales, económicos y culturales desde la Conquista, pero conservó su raíz.
En las inmediaciones del poblado se concentra un segmento importante de la historia y el Patrimonio Cultural del país y de América: los sitios arqueológicos de Pukara de Isluga, el cementerio aymara Usamaya y las ciudades funerarias-habitacionales Chok y Qolloy y las Chullpas de Sitani, los que formaron parte importante de la órbita del imperio Inca.